# Słowiki-Folwark
Słowiki-Folwark (prononcé en polonais : [swɔˈviki ˈfɔlvark) est un village polonais de la gmina de Sieciechów dans la powiat de Kozienice de la voïvodie de Mazovie dans le centre-est de la Pologne.
Il se situe à environ 6 kilomètres à l'ouest de Sieciechów (siège de la gmina), 9 kilomètres au sud-est de Kozienice (siège de la powiat) et à 88 kilomètres au sud-est de Varsovie (capitale de la Pologne).
Le village possède approximativement une population de 166 habitants en 2006.

## Histoire
De 1975 à 1998, le village appartenait administrativement à la voïvodie de Radom.